# Obrigheim
Obrigheim è un comune tedesco di 5 348 abitanti, situato nel land del Baden-Württemberg.